# Меруцо (Ређо Емилија)
Меруцо је насеље у Италији у округу Ређо Емилија, региону Емилија-Ромања.
Према процени из 2011. у насељу је живело 63 становника. Насеље се налази на надморској висини од 543 м.